# Epiplema aeolis
Epiplema aeolis är en fjärilsart som beskrevs av William Schaus 1913. Epiplema aeolis ingår i släktet Epiplema och familjen Uraniidae. Inga underarter finns listade i Catalogue of Life.